# GS1
GS1 — міжнародна неприбуткова організація, яка вивчає питання стандартизації обліку товарів та послуг і штрихового кодування логістичних одиниць. Європейська штаб-квартира організації розташована у Брюсселі (Бельгія), американська — у Прінстоні (Нью-Джерсі, США).

## Історія
Перші штрих-коди для маркування товарів у роздрібній торгівлі було розроблено 1973 року в США. Це були 12-розрядні коди, які отримали назву UPC. З 1974 року адмінструванням цих кодів займалася американська компанія Uniform Code Council.
1976 року американський стандарт було розширено до 13 розрядів для впровадження у Європі. Його було ухвалено як стандарт під назвою European Article Number представниками 12 європейських країн 1977 року в Брюсселі.
Дві організації формально об'єдналися 1990 року. На той час організація була представлена в 45 країнах.
1995 року відповідні стандарти було поширено на газузь охорони здоров'я.
2005 року назву було змінено на GS1.
2013 року організація відзначала 40-річчя заснування. На той час вона мала представництва у 111 країнах.

## Діяльність
Організація видає глобально-унікальні коди для товарів GTIN (що увібрав до себе стандарти UPC та EAN, які є стандартом де-факто в роздрібній торгівлі, та стандарт ITF-14, призначений для гуртових пакунків товарів). Як складова частина цих кодів, формуються глобальні коди для організацій: спочатку це були дванадцяти- та тринадцятизначні номери з п'ятьма дев'ятками на кінці, однак від такої схеми розподілу ідентифікаторів довелося відмовитися. Наразі організація видає організаціям коди змінної довжини — від 6 до 9 цифр (в Україні — від 7 до 9)
Для позначення послуг передбачено окремі глобальні номери (англ. Global Service Relation Number, GSRN).
Крім того, організація веде глобальний класифікатор товарів (англ. Global Product Classification, GPC)[джерело?].
Організація розробила також стандарт для формування кодів логістичних одиниць (англ. Serial Shipping Container Code, SSCC), однак він не набув поширення (зокрема для контейнерів у вантажоперевезеннях застосовується інший стандарт — ISO 6346), стандарти всесвітніх ідентифікаторів зворотнього інвентарного майна (Global Returnable Asset Identifier, GRAI) та всесвітніх ідентифікаторів інвентарних майнових одиниць (Global Individual Asset Identifier, GIAI),
всесвітні ідентифікатори типів документів (Global Document Type Identifier, GDTI) і багато інших подібних довідників.
Вся інформація доступна у межах єдиної мережі синхронізації даних (Global Data Synchronization Network, GDSN). На сайті є вебінтерфейси до відповідних розділів, наприклад там електронний реєстр (Global GS1 Electronic Party Information Registry, GEPIR), що дозволяє пошук по GTIN, GLN і SSCC, є засоби перегляду GPC і т. п.

## Представництво в Україні
В Україні організація представлена асоціацією товарної нумерації «ДжіЕс1 Україна».